# Hidroelektrana Đale
Hidroelektrana Đale ili HE Đale je pribranska akumulacijska hidroelektrana u klancu rijeke Cetine (Splitsko-dalmatinska županija), nizvodno od Trilja, a koristi energetski potencijal na padu 21 metara između Sinjskog polja i umjetnog jezera Prančevići. Za proizvodnju koristi već regulirane vode rijeke Cetine. Ukupna instalirana snaga HE Đale je 40,8 MW (2 Kaplanove turbine x 20,4 MW iz 1989.). Raspoloživi konstruktivni pad vode je 21 metar. Ukupni instalirani volumni protok je 220 m3/s (2 x 110 m3/s). Srednja godišnja proizvodnja električne energije je 128 GWh, dok je masimalna proizvodnja bila 208 GWh (2010.). HE Đale je puštena u pogon 1989.

## Opis postrojenja
HE Đale je pribranska hidroelektrana smještena na rijeci Cetini 5,8 kilometara nizvodno od Trilja. HE Đale je protočna elektrana sa strojarnicom u tijelu armiranobetonske gravitacijske brane. Na lijevoj boku brane su evakuacijski organi, preljev brane i slapište, te temeljni ispust. Umjetno jezero (akumulacija) HE Đale služi za dnevno izravnanje protoka. Betonskom gravitacijskom branom visine 40,5 metara ostvaruje se akumulacija za dnevno izravnanje dotoka. Maksimalni obujam akumulacije je 3,7 hm3, maksimalna radna kota 292 metara nad morem. Kota krune brane 294 metara nad morem, ukupna duljina brane 110 metara, širina u kruni 8,8 metara, a u temelju 52,95 metara. Preljev brane je širine 20 metara, opremljen zapornicom (zatvaračem), a dva temeljna ispusta su opremljena regulacijskim tablastim zapornicama, a vodne turbine revizijskim preturbinskim zapornicama.
Strojarnica je smještena u tijelu brane, opremljena s dvije proizvodne grupe, Kaplanove turbine, instalirani protok je 220 m3/s, konstruktivni pad vode je 21 metar, instalirana snaga 40,8 MW. Srednja godišnja proizvodnja HE Đale je 128 GWh. Rasklopno postrojenje je metalom oklopljeno SF6, 110 kV.

## Hidroenergetski sustav rijeke Cetine
Hidroenergetski sustav rijeke Cetine obuhvaća: HE Peruća, HE Orlovac, CS Buško blato, HE Đale, HE Zakučac i HE Kraljevac.

### HE Peruća
Perućko jezero prvo je veliko umjetno jezero u krškom terenu i prva daljinska akumulacija elektroenergetskog sustava rijeke Cetine. Korisni obujam jezera značajno utječe na izravnavanje protoka Cetine na nizvodnim energetskim stepenicama od Sinjskog polja do Jadranskog mora. Koncentracija pada ostvarena izgradnjom brane Peruća koristi se u pribranskoj hidroelektrani Peruća. 

### HE Orlovac
HE Orlovac je visokotlačno derivacijsko postrojenje čiji se objekti nalaze u dvije države: umjetno jezero s pripadajućim objektima i jedan dio dovodnog tunela su u Bosni i Hercegovini, a drugi dio dovodnog tunela, vodna komora, tlačni cjevovod, strojarnica i odvodni kanal strojarnice su u Republici Hrvatskoj. Osim umjetnog jezera Buško blato, postoji i umjetno jezero Mandak. Ako je dotok s Livanjskog polja veći od potreba hidroelektrane, reverzibilnim kanalom Lipa - Buško blato prebacuje se u umjetno jezero Buško blato pomoću reverzibilnog postrojenja Crpne stanice Buško blato (CS Buško blato). 

### HE Đale
HE Đale je smještena u klancu rijeke Cetine nizvodno od Trilja, a koristi energetski potencijal na padu 21 metara između Sinjskog polja i umjetnog jezera Prančevići. Za proizvodnju koristi već regulirane vode rijeke Cetine. 

### HE Kraljevac
HE Kraljevac se nalazi 21 kilometar od ušća Cetine u more i nakon što je 1932. izgrađena druga faza, s ukupnom instaliranom snagom od 67,2 MW u to vrijeme je bila najveća hidroelektrana u ovom dijelu Europe. Nakon puštanja u pogon druge faze HE Zakučac 1980., HE Kraljevac je izgubila svoj raniji značaj.

### HE Zakučac
HE Zakučac je smještena na ušću rijeke Cetine u more kod Omiša. Prema snazi i proizvodnji HE Zakučac je najveće postrojenje na slivu rijeke Cetine, na koje otpada približno 69% ukupne godišnje proizvodnje.